# The Unquiet Dead
"The Unquiet Dead" (intitulado "Os Mortos Inquietos" no Brasil) é o terceiro episódio da primeira temporada da série de ficção científica britânica Doctor Who, transmitido originalmente através da BBC One em 9 de abril de 2005. Foi escrito por Mark Gatiss e dirigido por Euros Lyn.
No episódio, o alienígena viajante do tempo conhecido como o Doutor (Christopher Eccleston) e sua acompanhante Rose Tyler (Billie Piper) viajam para a Cardiff vitoriana na véspera de Natal de 1869, onde houve avistamentos de criaturas estranhas semelhantes a gás. O Doutor e Rose se juntam a Charles Dickens (Simon Callow) para investigar o Sr. Sneed (Alan David), um homem que dirige uma funerária onde parece que cadáveres ganharam vida. É revelado que os gasosos Gelth (dublados por Zoe Thorne) entraram em Cardiff através de uma fenda e desejam sobreviver assumindo o controle dos cadáveres.
"The Unquiet Dead" é o primeiro episódio da série moderna a ser ambientado no passado e tinha a intenção de mostrar o alcance da série. O briefing e o roteiro originais incluíam um foco em médiuns e eram mais sombrios no tom, mas evoluíram para uma história sobre zumbis e se tornaram mais "enérgico". Callow, que havia pesquisado Dickens e também o retratado em várias ocasiões, aceitou o papel de ator convidado porque acreditava que a figura histórica foi escrita com precisão. O episódio também apresenta uma participação especial da atriz Eve Myles, que interpretaria Gwen Cooper no spin-off de Doctor Who, Torchwood, em 2006. Como a Cardiff contemporânea que servia como local da produção da série não tinha arquitetura vitoriana suficiente, o trabalho de locação para o episódio foi filmado em Swansea. Imagens geradas por computador (CGI) foram usadas como o principal efeito visual para os Gelth.
O episódio foi visto por 8,86 milhões de espectadores no Reino Unido na sua primeira transmissão. Teve uma recepção geralmente positiva, embora alguns revisores tenham criticado alguns pontos da trama e a falta de dilema moral. Além disso, o autor de spin-off de Doctor Who, Lawrence Miles, acusou o episódio de ter um subtexto xenófobo, o que causou controvérsia.

## Enredo

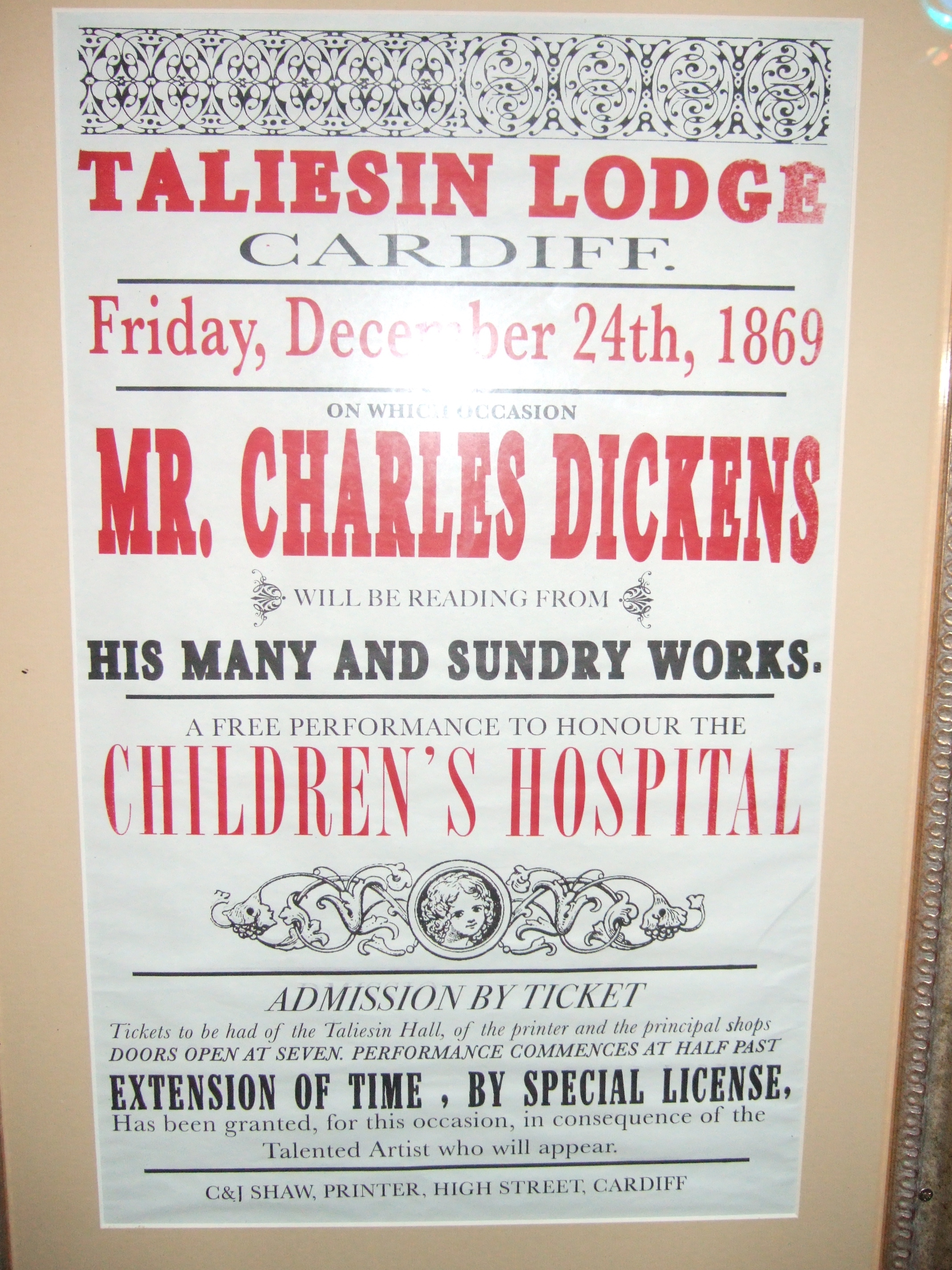
Pôster visto no episódio em exposição na Doctor Who Exhibition

Originalmente mirando a Nápoles de 1860, o Doutor e Rose  pousam em Cardiff na véspera de Natal de 1869. Em uma funerária próxima, administrada por Gabriel Sneed e sua serva Gwyneth, o cadáver da falecida Sra. Peace foi tomado por um vapor azul. Ela mata seu neto, Sr. Redpath, e escapa da sala. Gwyneth, uma clarividente, sente que o cadáver está indo ver Charles Dickens em um teatro próximo. No meio da apresentação dele, o vapor azul deixa a Sra. Peace e assusta o público. A comoção atrai a atenção do Doutor e Rose, que correm para investigar. Sneed e Gwyneth chegam e capturam o cadáver, assim como Rose, que os confronta.
Na funerária, Rose acorda junto com os corpos recém-reanimados da Sra. Peace e do Sr. Redpath. O Doutor e Dickens chegam e invadem a sala bem a tempo de resgatá-la. O Doutor convence Gwyneth a ajudá-lo a realizar uma sessão espírita para tentar se comunicar com os corpos. Os vapores azuis enchem a sala e revelam que são os Gelth, uma raça alienígena outrora corpórea até serem devastados pela Guerra do Tempo. Eles imploram ao Doutor para abrir a fenda que existe no necrotério e permitir que "alguns" deles atravessem. O Doutor oferece aos Gelth o uso temporário dos corpos até que ele possa transportá-los para um lugar onde possam construir novos corpos, usando Gwyneth como uma ponte para cruzar a fenda.
Gwyneth fica no meio de um arco e abre a fenda, permitindo que os Gelth atravessem, que mentiram sobre quantos deles existem e seu verdadeiro motivo é revelado: eles pretendem matar os vivos para se darem mais hospedeiros e dominar o planeta. Sneed é morto quando seu corpo é possuído pelos Gelth. Percebendo que as criaturas são afetados pelo gás, Dickens apaga as luzes e liga a saída de gás no máximo, puxando os Gelth para fora dos corpos. Incapaz de enviar os Gelth de volta, Gwyneth pega uma caixa de fósforos, pretendendo prendê-los com a explosão. O Doutor determina que Gwyneth já está morta e que, ao abrir a fenda, ela se condenou. O Doutor, Rose e Dickens fogem da sala pouco antes de ela explodir e queimar, prendendo os Gelth e fechando a fenda.

## Produção

### Roteiro

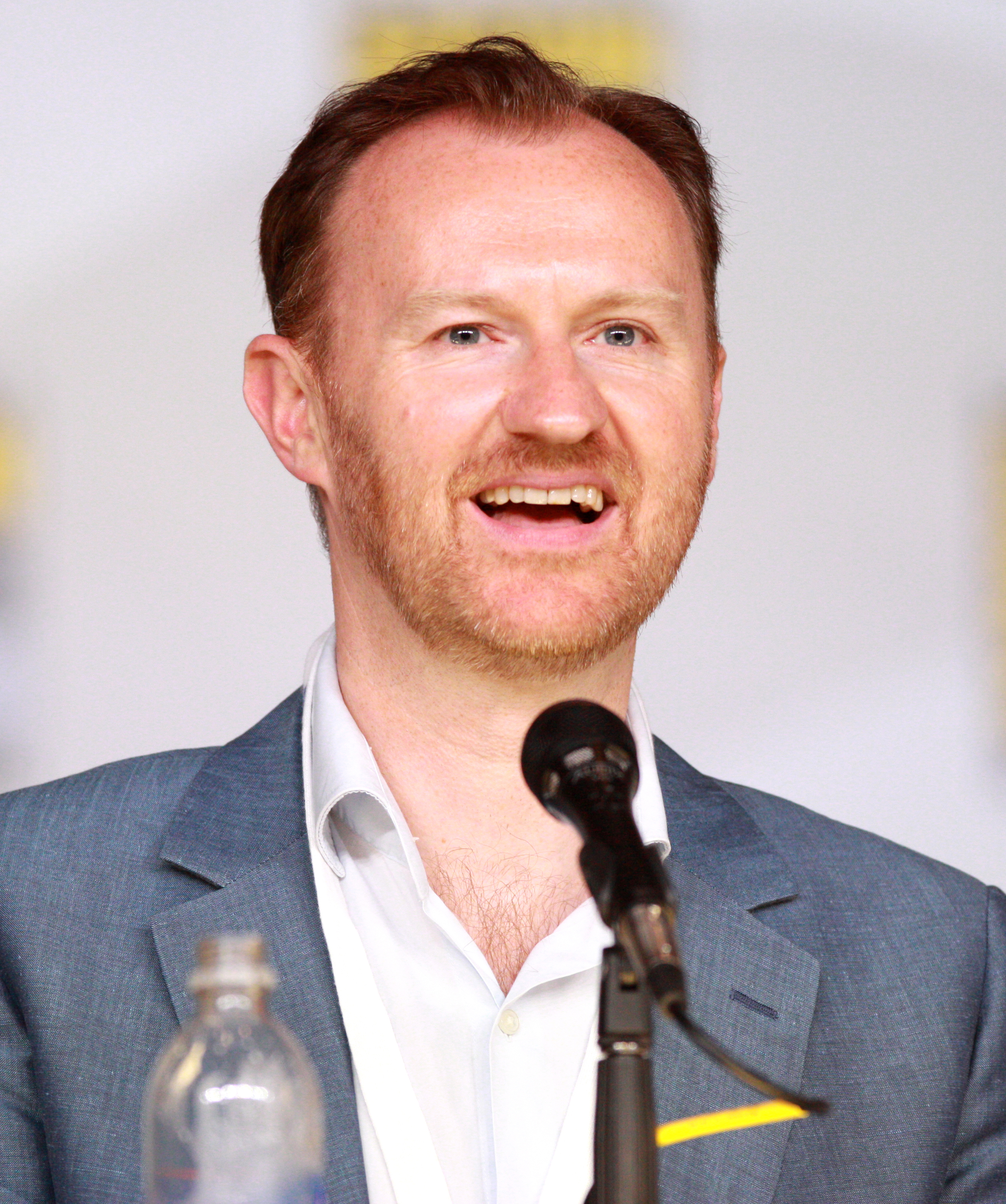
O roteirista do episódio, Mark Gatiss (imagem), era fã da novela de Dickens de 1843, A Christmas Carol; isso influenciou o cenário natalino do episódio.

O produtor executivo e roteirista principal Russell T Davies criou o conceito de "The Unquiet Dead". Como o terceiro episódio da primeira temporada, ele foi projetado para continuar a mostrar o alcance do programa explorando o passado, após a contemporaneidade em "Rose" e o futuro distante "The End of the World". O episódio também reintroduz o hábito da TARDIS de levar o Doutor aos lugares errados, algo que ainda não havia acontecido na série moderna. Davies achava que era importante que um episódio fosse ambientado em Cardiff, pois é onde a série revivida era produzida, e queria que a história fosse ambientada na época vitoriana e apresentasse Charles Dickens. O briefing original de Davies também incluía "médiuns falsos" e Mark Gatiss originalmente o ambientou em um "hotel espiritualista", que tinha médiuns falsos (como uma personagem chamada Sra. Plumchute) nos andares inferiores e o Sr. Sneed no topo, embora ele não soubesse que era um médium real. No entanto, Gwyneth se tornou uma personagem mais popular com a equipe de produção e ela assumiu grande parte do papel de médium. Gatiss também estava mais interessado em possessão e zumbis. A Sra. Sneed foi outra personagem que foi cortada do episódio; Gatiss acreditava que ela era desnecessária, pois Gwyneth era o "coração" da história.
Os títulos provisórios para esta história incluíam "The Crippingwell Horror" e "The Angels of Crippingwell". O rascunho original era mais sombrio, incluindo detalhes sobre a morte anterior do irmão mais novo de Gwyneth, mas nos rascunhos subsequentes a história se tornou mais "enérgica". Gatiss afirmou que o nome "Gelth" simplesmente surgiu em sua cabeça. Gatiss foi encorajado a personificar os Gelth, o que ele questionou originalmente porque acreditava que monstros sussurrando "Doutor" era um clichê; o produtor Phil Collinson comentou que talvez fosse um clichê porque funcionava bem. A fenda foi adicionada à trama para simplificar as origens dos Gelth.
Gatiss inicialmente resistiu a ter Dickens no episódio, já que tradicionalmente o Doutor apenas mencionava conhecer figuras históricas, mas ele eventualmente aceitou a ideia. Como fã de A Christmas Carol, Gatiss queria que o episódio fosse ambientado no Natal. Mais tarde, ele percebeu que a jornada de Dickens no episódio espelhava a de Ebenezer Scrooge. Em uma cena, Gatiss queria que a aldrava em uma porta atrás de Dickens mostrasse brevemente o rosto dos Gelth em referência a A Christmas Carol, mas esse efeito visual não foi feito. O episódio começou originalmente na TARDIS, já que Gatiss queria que o primeiro vislumbre de 1860 fosse através dos olhos de Rose. Embora isso tenha mudado, Gatiss ainda queria mostrar o quão bom é viajar no tempo. Foi escrito que a neve entraria na TARDIS quando as portas se abrissem, mas isso foi cortado por questões orçamentárias. Davies solicitou uma cena em que o Doutor leva Rose para o futuro para ver um mundo cheio de cadáveres ambulantes — o resultado se eles tivessem partido antes de derrotar o Gelth — mas isso era muito caro para filmar. Durante a cena em que o Doutor e Dickens estão conversando na carruagem, o motorista deveria gritar para eles (referindo-se a uma obra de Dickens) e a carruagem deveria bater, mas isso também era muito caro.

### Elenco

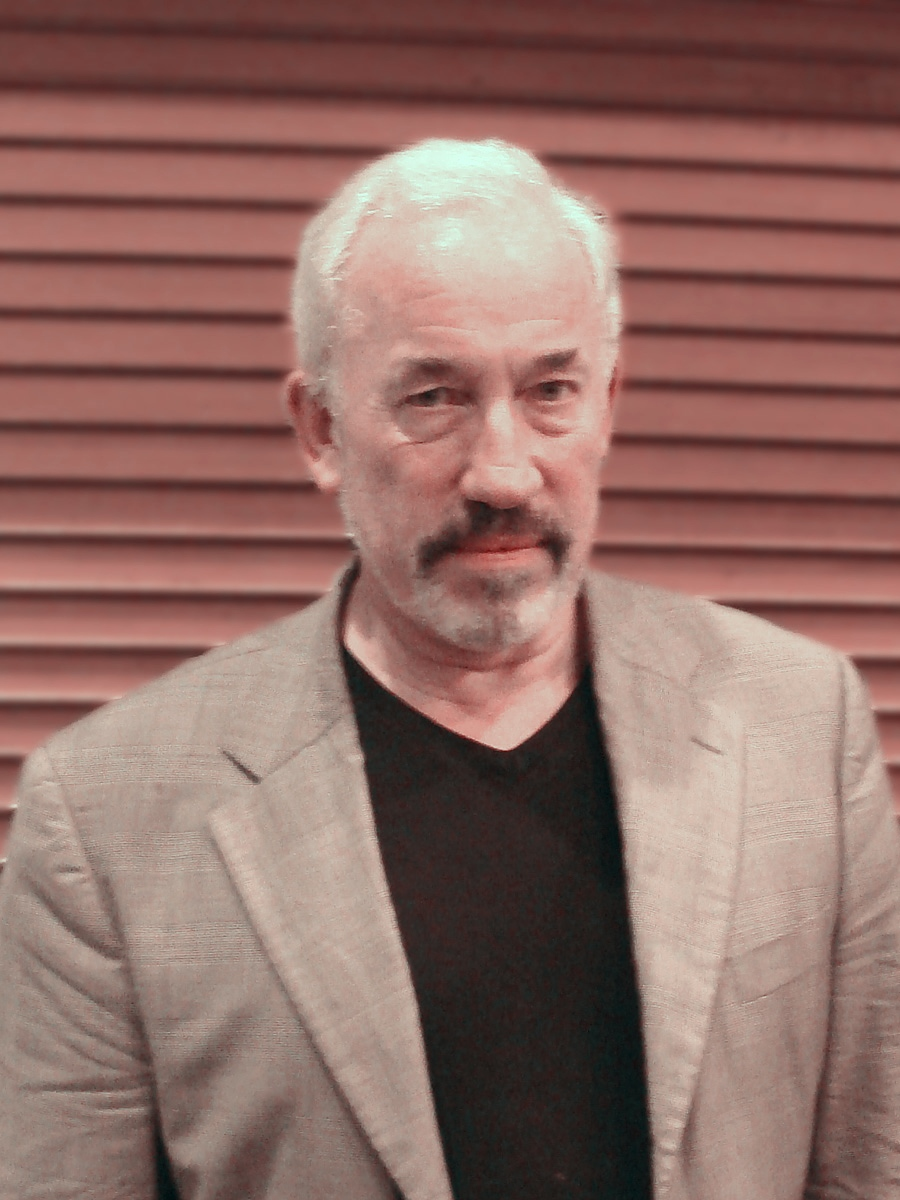
O ator Simon Callow acreditava que Mark Gatiss sabia "exatamente do que se tratava Dickens".

Simon Callow, que interpretou Dickens, foi considerado apto, pois possuía amplo conhecimento do autor e tinha experiência em interpretar o personagem e recriar suas leituras públicas. Callow argumentou que para ele concordar em interpretar Dickens, o roteiro teria que ser de qualidade suficientemente alta. Quando soube que o autor seria representado em Doctor Who, seu coração "afundou", pois acreditava que a ficção tem uma tendência a posicionar o autor como "uma espécie de personagem literário vitoriano para todos os fins e realmente entende pouco, ou nada, sobre ele, sua vida ou seus livros". O diretor Euros Lyn observou que o material de interesse de Callow foi fundamental para envolvê-lo. Promovendo seu papel na série, Callow afirmou que o escritor Mark Gatiss sabia "exatamente do que se tratava Dickens" e "conecta muito habilmente seu idealismo... com o desejo do Doutor de salvar o mundo". Callow também ficou satisfeito que o episódio retratou Dickens como ele era no final de sua vida: doente e triste, em vez de enérgico. No episódio de 2011 "The Wedding of River Song", Callow voltou a reprisar brevemente seu papel como Dickens.
Eve Myles, que interpretou Gwyneth, inicialmente não deveria filmar o episódio, pois estava reservada para outro papel no teatro. No entanto, seu agente notificou sobre o papel e ela estava ansiosa para fazer um teste para a série devido à sua reputação e Christopher Eccleston ser um de seus "atores favoritos de todos os tempos". Depois de inadvertidamente comparecer à audição com uma camiseta estampada com a imagem de duas mulheres nuas se beijando sob o slogan "Eu apoio colônias nudistas", Myles estava convencida de que não havia conseguido o papel; sua aparência contrastava grosseiramente com a personalidade de Gwyneth. Depois de ser notificada de seu sucesso, Myles não queria priorizar entre seus compromissos no teatro e Doctor Who; seu agente decidiu que ela apareceria no episódio. Russell T Davies ficou encantado com sua performance, que ele achou que confirmou que a atriz era "um dos segredos mais bem guardados de Gales", e posteriormente escreveu para ela um papel principal no spin-off  Torchwood. A personagem da atriz em Torchwood, Gwen Cooper, é insinuada como parente de Gwyneth em "Journey's End" depois que o Doutor pergunta a Gwen sobre sua história familiar. Alan David foi escalado como Sr. Sneed; Gatiss ficou satisfeito com a escalação, pois ele cresceu assistindo-o.

### Filmagens e efeitos
As filmagens ocorreram em setembro e outubro de 2004. Embora a história se passe em Cardiff no século XIX, a produção foi filmada em Swansea e Monmouth, pois não havia edifícios de aparência vitoriana suficientes na cidade. O New Theatre de Cardiff foi usado para o teatro em que Dickens está contando uma história no início do episódio. Um orfanato vitoriano vazio em Penarth foi usado como sala de estar de Sneed. Com base na pesquisa de necrotérios vitorianos, a equipe de produção selecionou vermelho e sépia como o esquema de cores principal.
Pequenos pedaços de papel foram pulverizados como neve, o que causou um problema, pois assustou os cavalos. No entanto, a neve caindo do céu era uma substância espumosa. Os atores que interpretaram os cadáveres possuídos pelos Gelth tinham maquiagem simples, com apenas sombreamento e lentes de contato e nenhuma prótese. A equipe de produção estava atenta ao público do programa e decidiu não ter nenhuma característica facial faltando. Originalmente, a empresa de efeitos visuais The Mill planejou os efeitos gerados por computador (CGI) para serem apenas o "redemoinho etéreo", mas na cena da sessão espírita eles enfrentaram o desafio de animar a boca dos Gelth. As criaturas ficando vermelhas durante a cena da sessão espírita foi uma mudança de "última hora" nos efeitos visuais. A The Mill ultrapassou sua cota de CGI para o episódio e compensou com pequenos redemoinhos em cenas que focavam em outros personagens. A cabeça falando era na verdade a atriz Zoe Thorne, que havia sido filmada separadamente e usada como modelo para animação. Em outras cenas, Thorne teve o desafio de combinar suas dublagens com as dos atores que retratavam os corpos animados pelos Gelth.

## Transmissão e recepção
"The Unquiet Dead" foi transmitido pela primeira vez no Reino Unido pela BBC One em 9 de abril de 2005. Nos Estados Unidos, o episódio foi ao ar em 24 de março de 2006 no Sci-Fi Channel. Os números de audiência durante a noite de estreia mostraram que o episódio foi assistido por 8,3 milhões de espectadores no Reino Unido, uma participação de audiência de 37%. Quando as visualizações finais foram calculadas, os números subiram para 8,86 milhões. O episódio recebeu uma pontuação de 80 no Índice de Apreciação do Público. "The Unquiet Dead" recebeu algumas críticas dos pais, que acharam que era "muito assustador" para seus filhos pequenos; a BBC rejeitou as reclamações, dizendo que nunca foi destinado às crianças mais novas.
O romancista de Doctor Who e criador do Faction Paradox, Lawrence Miles, postou uma crítica mordaz de "The Unquiet Dead" na Internet uma hora após sua transmissão, focando em um subtexto político percebido sugerindo que os Gelth, em busca de asilo humanitário, são realmente todos maus e querem explorar a generosidade liberal do Doutor. Ele criticou o roteiro por promover xenofobia e "afirmar que todos os estrangeiros eram invasores", especialmente porque as principais notícias na época eram sobre imigração para a Grã-Bretanha. A crítica produziu uma reação considerável na Internet, principalmente por seus comentários sobre o escritor Mark Gatiss. Miles foi contatado pessoalmente e teve problemas com seus editores. Miles excluiu a crítica e postou uma revisão, embora o original ainda esteja disponível em outro de seus sites.
Dek Hogan, do Digital Spy, afirmou que "realmente gostou" do episódio e que foi "lindamente sombrio". Mais tarde, ele o descreveu como "um conto arrepiante" e "um sucesso". Charlie Brooker, do The Guardian, escreveu que o episódio "pode ser a melhor peça de entretenimento familiar que a BBC transmitiu em toda a sua história", elogiando que "é inteligente, é engraçado, é emocionante, é comovente, [...] parece fantástico e, em alguns lugares, é genuinamente assustador". Brooker também observou uma semelhança com o estilo de Nigel Kneale. O crítico da revista Now Playing, Arnold T Blumburg, deu a "The Unquiet Dead" uma nota "A−", descrevendo-o como "espetacular", embora tenha notado que houve "alguns soluços, como o ponto fraco e conveniente da trama que força os Gelth ... a serem retirados de seus hospedeiros humanos pela mera presença de gás". Ele também criticou Eccleston por fazer o Doutor parecer um "idiota ineficaz", e observou que ele não desempenhou nenhum papel na resolução. Em 2013, Mark Braxton da Radio Times descreveu o episódio como "um roteiro brilhante, tão nítido e convidativo quanto um paraíso de inverno", elogiando a atmosfera mágica e o tratamento de Dickens. No entanto, ele achou que "os redemoinhos espectrais são todos um pouco Raiders of the Lost Ark".
Em Who Is the Doctor, um guia para a série moderna, Graeme Burk sentiu que "The Unquiet Dead" foi "terrivelmente, terrivelmente decepcionante" na primeira exibição, já que a caracterização de Rose e do Doutor não impulsionou a trama e a história foi reduzida a jogar pelo seguro e ser "comum", pois apenas tornou os alienígenas maus em vez de discutir sua moralidade. Apesar disso, ele escreveu que a história ainda era agradável, com uma ambientação "deliciosamente burlesca", cenário de época "vividamente realizado" e a caracterização de Dickens. O coautor de Burk, Robert Smith, chamou o episódio de "bagunça completa". Ele achou que Gatiss estava tentando recriar a série clássica, mas que parecia "sem entusiasmo". Ele achou que não havia dilema moral e Sneed passou por uma mudança de personagem perturbadora. Embora ele tenha notado que Eccleston e Piper eram "excelentes", ele sentiu que o relacionamento em desenvolvimento entre os dois não era sutil.